# La La Land (DJ-Duo)
La La Land ist ein DJ-Duo aus London.

## Karriere
Das Duo besteht aus den beiden DJs Christos Papathanasiou und Panos Liassi, der auch als Mister P bekannt ist. Die beiden waren einige Zeit zusammen in Melbourne und arbeiteten ab 2005 mit Andrew Tumi bei Supafly zusammen. Sie hatten einige Hits in Australien und Europa. Dann gingen die beiden getrennte Wege, bevor sie 2012 erneut zusammentrafen. Mit dem russischen Rapper Timati nahmen sie zwei Titel für dessen Album SWAGG auf und nannten sich La La Land. Der Song Not All About the Money, an dem auch Timbaland und die Sängerin Grooya beteiligt waren, wurde als Vorabsingle des Albums veröffentlicht. In Deutschland und Österreich kam es unter die Top 40, in der Schweiz sogar auf Platz 7.

## Diskografie
Lieder
- Not All About the Money / Timati & La La Land featuring Timbaland & Grooya (2012)
- Lonely / Timati featuring La La Land (2012)